# Saint-Manvieu-Norrey
Saint-Manvieu-Norrey és un municipi francès situat al departament de Calvados i a la regió de Normandia. L'any 2007 tenia 1.725 habitants.

## Demografia

### Població
El 2007 la població de fet de Saint-Manvieu-Norrey era de 1.725 persones. Hi havia 580 famílies de les quals 80 eren unipersonals (40 homes vivint sols i 40 dones vivint soles), 168 parelles sense fills, 300 parelles amb fills i 32 famílies monoparentals amb fills.
La població ha evolucionat segons el següent gràfic:
Habitants censats

### Habitatges
El 2007 hi havia 616 habitatges, 591 eren l'habitatge principal de la família, 5 eren segones residències i 20 estaven desocupats. 593 eren cases i 23 eren apartaments. Dels 591 habitatges principals, 495 estaven ocupats pels seus propietaris, 87 estaven llogats i ocupats pels llogaters i 8 estaven cedits a títol gratuït; 4 tenien una cambra, 10 en tenien dues, 45 en tenien tres, 107 en tenien quatre i 424 en tenien cinc o més. 483 habitatges disposaven pel capbaix d'una plaça de pàrquing. A 198 habitatges hi havia un automòbil i a 371 n'hi havia dos o més.

### Piràmide de població
La piràmide de població per edats i sexe el 2009 era:
| Homes | Edats   | Dones |
| ----- | ------- | ----- |
| 0     | 95 o +  | 0     |
| 0     | 90 a 94 | 0     |
| 0     | 85 a 89 | 12    |
| 4     | 80 a 84 | 12    |
| 12    | 75 a 79 | 16    |
| 8     | 70 a 74 | 20    |
| 16    | 65 a 69 | 8     |
| 44    | 60 a 64 | 36    |
| 48    | 55 a 59 | 32    |
| 44    | 50 a 54 | 80    |
| 80    | 45 a 49 | 60    |
| 56    | 40 a 44 | 68    |
| 56    | 35 a 39 | 60    |
| 60    | 30 a 34 | 60    |
| 40    | 25 a 29 | 40    |
| 36    | 20 a 24 | 28    |
| 60    | 15 a 19 | 92    |
| 60    | 10 a 14 | 28    |
| 44    | 5 a 9   | 36    |
| 36    | 0 a 4   | 56    |

## Economia
El 2007 la població en edat de treballar era de 1.167 persones, 903 eren actives i 264 eren inactives. De les 903 persones actives 837 estaven ocupades (430 homes i 407 dones) i 66 estaven aturades (31 homes i 35 dones). De les 264 persones inactives 76 estaven jubilades, 114 estaven estudiant i 74 estaven classificades com a «altres inactius».

### Ingressos
El 2009 a Saint-Manvieu-Norrey hi havia 594 unitats fiscals que integraven 1.709,5 persones, la mediana anual d'ingressos fiscals per persona era de 20.796 €.

### Activitats econòmiques
Dels 50 establiments que hi havia el 2007, 2 eren d'empreses alimentàries, 2 d'empreses de fabricació d'altres productes industrials, 14 d'empreses de construcció, 13 d'empreses de comerç i reparació d'automòbils, 3 d'empreses d'hostatgeria i restauració, 1 d'una empresa d'informació i comunicació, 2 d'empreses financeres, 3 d'empreses immobiliàries, 6 d'empreses de serveis i 4 d'entitats de l'administració pública.
Dels 15 establiments de servei als particulars que hi havia el 2009, 1 era un taller de reparació d'automòbils i de material agrícola, 2 paletes, 3 guixaires pintors, 3 fusteries, 3 lampisteries, 2 restaurants i 1 agència immobiliària.
Dels 2 establiments comercials que hi havia el 2009, 1 era un hipermercat i 1 una botiga de menys de 120 m².
L'any 2000 a Saint-Manvieu-Norrey hi havia 12 explotacions agrícoles.

## Equipaments sanitaris i escolars
El 2009 hi havia 1 escola maternal i 2 escoles elementals. A Saint-Manvieu-Norrey hi havia 1 col·legi d'educació secundària i 1 liceu d'ensenyament general. Als col·legis d'educació secundària hi havia 59 alumnes i als liceus d'ensenyament general 37.

## Poblacions més properes
El següent diagrama mostra les poblacions més properes.